# جیمز بلاد اولمر
جیمز بلاد اولمر (انگلیسی: James Blood Ulmer؛ زادهٔ ۲ فوریهٔ ۱۹۴۰) یک موسیقی‌دان اهل ایالات متحده آمریکا است.